# Región Kitikmeot
La región Kitikmeot ( /ˈkɪtəkmjuːt/;Inuktitut: Qitirmiut ᕿᑎᕐᒥᐅᑦ ) es una región de Nunavut, Canadá, que incluye el sudeste de la isla Victoria, con un sector del continente hasta la península Boothia, además de la isla del Rey Guillermo y la porción meridional de la isla del Príncipe de Gales. El centro regional es Cambridge Bay, que en el censo 2016 tenía una población de 1 766 habitantes.
Antes de 1999 la región existía con fronteras diferentes como región Kitikmeot (Territorios del Noroeste).

## Comunidades

### Aldeas
- Cambridge Bay población: 1 766;[2]
- Gjoa Haven población: 1 324[3]
- Kugaaruk población: 933[4]
- Kugluktuk población: 1 491[1]
- Taloyoak población: 1 029[5]

### Otros
- Grao Bathurst deshabitada[6]
- Umingmaktok población: 5[7]